# Mindre grankottsmätare
Mindre grankottsmätare, Eupithecia analoga är en fjärilsart som beskrevs av Alexander Michailovitsch Djakonov 1926. Mindre grankottsmätare ingår i släktet Eupithecia och familjen mätare, Geometridae. Arten är reproducerande i både Sverige och Finland och enligt respektive rödlista är arten livskraftig, LC i båda länderna. Två underarter finns listade i Catalogue of Life, Eupithecia analoga analoga Djakonov, 1926 och Eupithecia analoga nageli (Skala, 1929).

## Bildgalleri

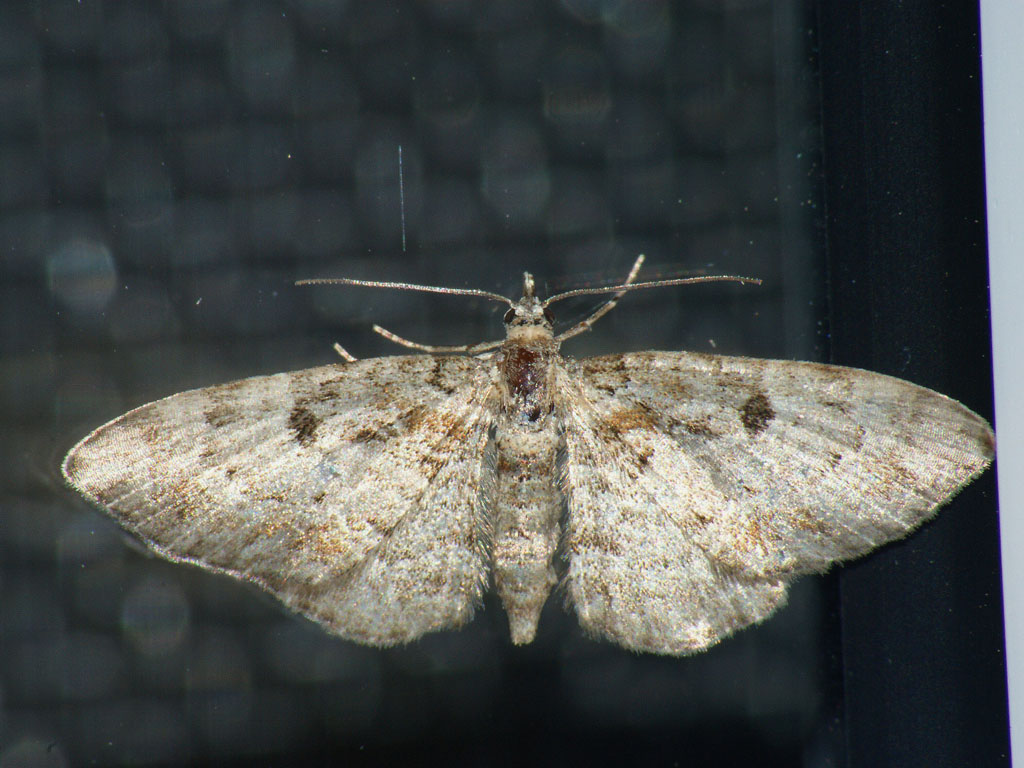
Imago fjäril
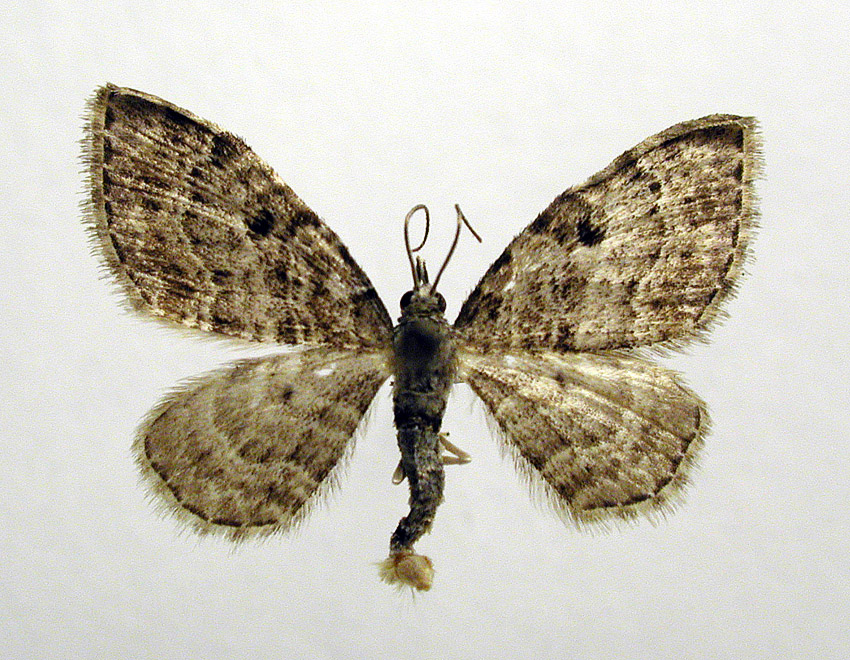
Preparerad (uppnålad) imago fjäril